# Juan José Llorente
Juan José Llorente (?, segle XVIII - Logronyo (La Rioja), abans del 12 de juny de 1794) va ser un arpista, organista, compositor i mestre de capella espanyol.

## Biografia
Se'n desconeix l'origen del mestre Llorente i la seva formació musical. Les primeres notícies que se'n tenen són de la seva participació en les oposicions al magisteri de la col·legiata de Santa María de la Redonda.
Després de la mort del mestre José Arbeo el desembre de 1748, el càrrec de mestre de capella havia quedat vacant. De forma interina, es va nomenar Manuel Ladrón de Guevara per exercir la funció, fins al 1749, quan es van celebrar les oposicions. A les oposicions Llorente es va enfrontar a Miguel Jimeno, que malgrat tenir mèrit en composició i òrgan, no va arribar a superar les habilitats de Llorente: «per ser de més maneig a l'òrgan, més hàbil i fet en la composició i força en l'arpa». Jimeno no tenia maneig a l'arpa i tot i que l'instrument estava en franca decadència, havia estat fonamental en la música litúrgica barroca a Espanya. La victòria de Llorente a les oposicions va tenir com a conseqüència la pervivència de l'instrument en la música religiosa logronyesa.
Llorente va ser nomenat mestre de capella de la Col·legiata de Logronyo amb un salari de 200 ducats. Entre les seves obligacions, se li va encarregar de l'ensenyament de cant pla i d'òrgan als infants del cor, fins i tot «quan estiguin de muda». Sembla que Llorente també feia classes particulars —és de suposar que de música— a senyoretes , de manera que va guanyar 780 reals.
També havia d'avaluar les oposicions de diferents músics que havien de ser contractats per la capella. La seva fama va ser prou important per ser cridat a jutjar les oposicions en altres esglésies i catedrals. Així, el 1763 va participar en el jurat per a les oposicions al magisteri de la Catedral de Sant Domingo de la Calzada, que havia quedat vacant després del mort d'Andrés de Bas. Va acabar guanyant el càrrec Diego Pérez del Camino i a Llorente se li van lliurar 97 reals com a ajuda de costa per la seva feina. El 1772 va ser convidat a participar com a jurat a les oposicions al magisteri de la Col·legiata de Sòria, invitació que va haver de rebutjar per malaltia. En canvi la invitació de 1781 si va poder acceptar-la i va qualificar els exercicis de Miguel Antonino Osanz i Juan Lorenzo Muñoz Sánchez, les àries i els salms dels quals van ser enviats a Logronyo perquè fossin avaluades pel mestre, inclinant-se el cabildo pel primer dels candidats.
Va tenir alguns problemes amb alguns membres de la capella de música, tal com relaten les actes capitulars. En nombroses ocasions va sol·licitar que s'amonestés alguns músics i el 1770 va acusar alguns membres de la capella de música de «pretendre arrabassar-li el seu lloc, inclòs l'ensenyament dels tiples». El consell municipal va donar la raó al mestre i el va ratificar en les seves funcions.
Es desconeix la data de mort de Llorente. Se sap que el 12 de juny de 1794 la seva dona va escriure un memorial al consell municipal sol·licitant que se li concedís alguna cosa en viduïtat en record dels molts i bons serveis que havia realitzat el seu marit. El consell municipal li va concedir dos reials diaris. El fet indica que el mestre va haver de morir poc abans d'aquesta data.
El succeiria en el càrrec Julián Prieto, que només va romandre uns mesos, renunciant en 1794, sent substituït al seu torn per Mateo Albéniz.

## Obra
No es conserven obres de Llorente. Només es conserven una sèrie de lletres que van ser musicades pel mestre: Lletres que s'han de cantar a la Insigne Col·legial de la ciutat de Logronyo, a la Missa de gràcies, que aquesta celebra el Diumenge vint-i-tres del corrent; i a la nit les de Dilluns i Dimarts següents a la Casa de l'Ajuntament al temps de la Il·luminació, amb el plausible motiu del feliç enllumenament de la PRINCESA LA NOSTRA SENYORA, i de la pau, posades en Musica pel Sr. Juan Josef Llorente, Maestro de Capella en aquesta Insigne Església Col·legiata.